# Маринове (зупинний пункт)
Мари́нове — пасажирський залізничний зупинний пункт Одеської дирекції Одеської залізниці на 
електрифікованій лінії Колосівка — Чорноморська між станціями Раухівка (11 км) та Сербка (9 км). Розташований в  однойменному селі Маринове Березівського району Одеської області.

## Історія
Зупинний пункт відкритий 1927 року.
У 1971 році електрифікований змінним струмом (~25 кВ) в складі дільниці Колосівка — Одеса.

## Пасажирське сполучення
На платформі зупиняються приміські електропоїзди колосівського напрямку.